# Commando suicide
Pour plus de détails, voir Fiche technique et Distribution.
Commando suicide (italien : Commando suicida) est un film de guerre italo-espagnol sorti en 1968, réalisé par Camillo Bazzoni.

## Synopsis
Le sergent Cloadec, un français des commandos britanniques, est mandaté pour constituer une équipe avec quatre soldats qui ont chacun des spécialités très poussées, soit de combat, soit d'orientation... et qui sont prêts à risquer leur vie. Une fois l'équipe constituée, la mission leur est dévoilée : détruire une base de chasseurs qui interceptent les bombardiers alliés. Lors du parachutage en Allemagne, le spécialiste des explosifs est tué. Les soldats allemands serrent leur étau autour du commando, qui se réfugie dans une maison, où l'un d'eux, blessé se sacrifie pour couvrir la fuite de ses camarades. Ayant réclamé par radio un ravitaillement en explosifs et en outils pour couper les barbelés de la clôture de la base, les survivants parviennent à s'introduire dans la base, et à miner le dépôt de carburant et une bonne partie des avions. Quand ils parviennent à s'échapper, ils retrouvent une compagnie de parachutistes britanniques, et parviennent à s'embarquer avec eux à bord d'un avion d'évacuation, sous les tirs de mortiers des Allemands.

## Fiche technique
- Titre français : Commando suicide
- Titre original italien : Commando suicida
- Titre original espagnol : Comando suicida[1]
- Genre : Film de guerre
- Réalisation : Camillo Bazzoni
- Scénario : Mino Guerrini, Gene Luotto, d'après le roman Commando 44 de Piet Lay (1966)
- Musique : Daisy Lumini
- Production : Piero Donati pour Cine RED (ITA), Estela Films (SPA)
- Photographie : Francisco Sánchez
- Montage : Ornella Micheli
- Durée : 98 min
- Pays :  Italie,  Espagne
- Date de sortie en salle : 
  - en Italie : 10 octobre 1968
  - en France : 1er octobre 1969[2]

## Distribution
- Aldo Ray : sergent Cloadec
- Tano Cimarosa : Calleya
- Ugo Fangareggi (sous le pseudo de Hugh Fangar-Smith) : Harper
- Luis Dávila : Sam
- Manuel Zarzo : Sorrel
- Pamela Tudor : épouse de Calleya
- Vira Silenti : madame Vonberg